# Beademingsapparaat

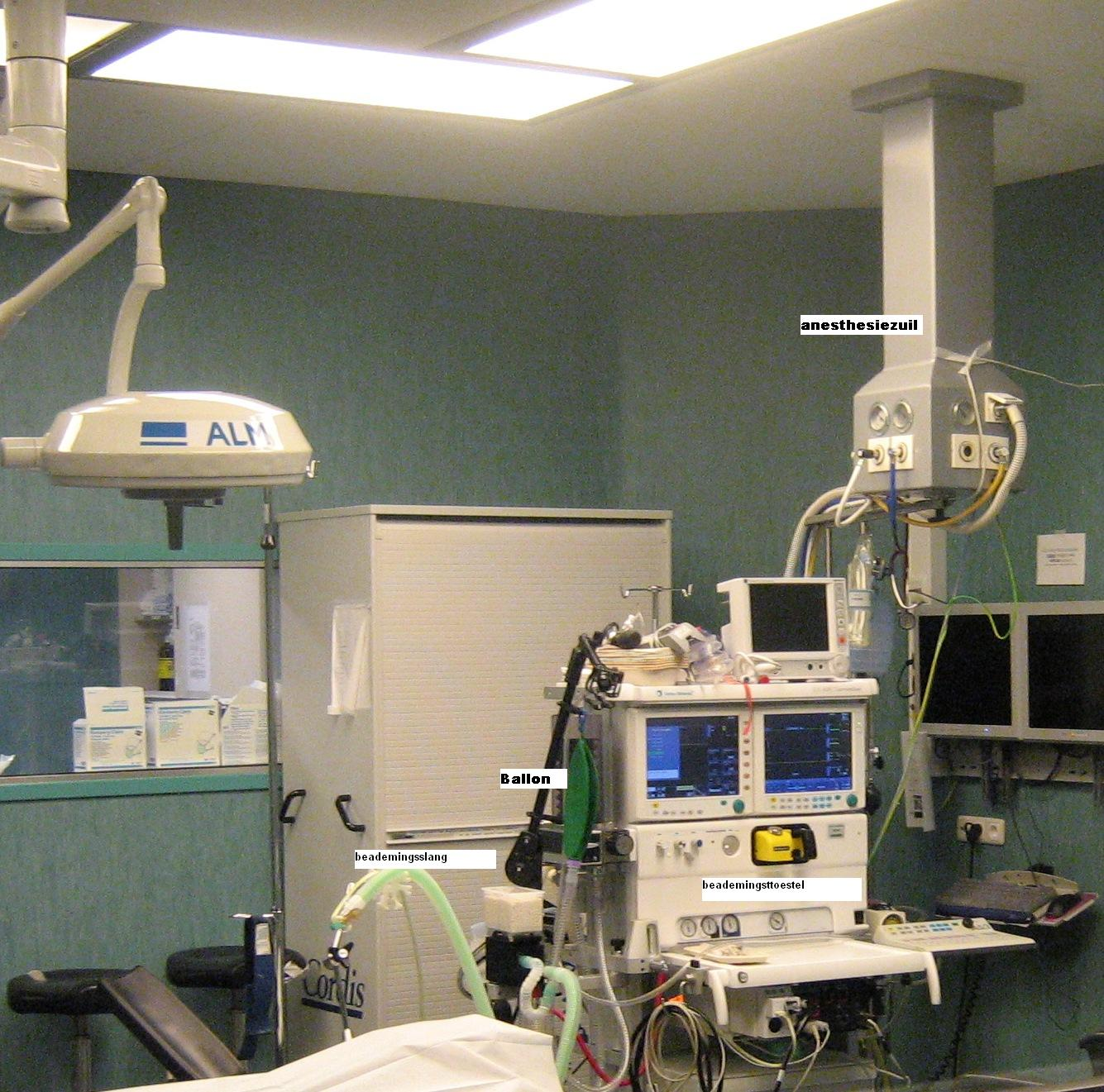
Beademingstoestel in een operatiekamer

Een beademingsapparaat is een medisch apparaat dat een patiënt die niet of slecht zelfstandig kan ademen beademt door de patiënt kunstmatig van zuurstof of een mengsel van lucht en zuurstof te voorzien. Voor de aansluiting op een patiënt kan een larynxmasker of endotracheale tube worden gebruikt, maar ook op een tracheocanule die in de hals via tracheotomie geplaatst is.
Er bestaan verschillende soorten beademingsapparaten. In ziekenhuizen worden op de intensievezorgafdeling apparaten gebruikt die ook de koolstofdioxide uit uitgeademde lucht kunnen 'wassen' en tevens patiëntbewaking uitvoeren, op het operatiekwartier (ok) is het beademingsdeel geïntegreerd in het anesthesietoestel. Bij het instellen van de beademing moet eerst de beademingsbehoefte van de patiënt vastgesteld worden om longschade te voorkomen. Uitgangspunt is 6-8ml/kg ideaal lichaamsgewicht. Meestal wordt gestart met een halve liter per teug om zo te zorgen voor een adem-minuut-volume van zes liter. Er kan vervolgens op verschillende manieren beademd worden. Drukgestuurd, waarbij voor elke beademingsteug de zelfde beademingsdruk wordt opgebouwd. Per ademteug kan het volume verschillen. Of volumegestuurd waarbij elke ademteug uit een vaste hoeveelheid bestaat, maar de beademingsdruk kan wisselen. 
Daarnaast zijn er noodhulpapparaten, meestal pneumatische apparaten die aangedreven worden door een zuurstoffles en thuiszorgapparaten. Die laatste machines worden gebruikt door mensen die thuis wonen maar niet zelfstandig kunnen ademen, zoals bijvoorbeeld mensen met een verlamming of een spierziekte. Bij deze apparaten ligt de nadruk op gebruikersgemak, laag gewicht en geruisloosheid.